# Lupin III
Lupin III (jap. ルパン三世, Rupan Sansei) ist eine in Japan erfolgreiche Manga-Serie des japanischen Manga-Autors Monkey Punch. Die Serie, welche zum Seinen-Manga gehört, handelt von den Abenteuern des Arsène Lupin III und seinen Gefährten. Lupin III ist der Enkel des berühmten Meisterdiebs Arsène Lupin aus den Romanen von Maurice Leblanc. Neben dem Manga wurden auch zahlreiche Anime-Filme produziert.

## Handlung
Arsène Lupin III ist wie sein Großvater ein Meisterdieb und verdient seinen Lebensunterhalt mit dem Diebstahl wertvoller Objekte. Begleitet wird Lupin dabei stets von seinem alten Bekannten Daisuke Jigen, einem meisterhaften Schützen. Eine weitere Begleiterin ist die Schönheit Fujiko Mine, der Lupin seit dem ersten Treffen hoffnungslos verfallen ist. Zwar arbeitet sie gelegentlich mit Lupin und seiner Gruppe zusammen, doch schafft sie es meistens, die Beute allein einzustreichen und die anderen im Regen stehen zu lassen. Der letzte im Bunde ist Goemon Ishikawa XIII, ein japanischer Samurai und Meister der Schwertkunst. Goemon ist im Besitz des Allmächtigen Schwertes, das alles auf der Welt mühelos durchtrennen kann.
Da Lupin ein gesuchter Dieb ist, wird er ständig vom Polizisten Koichi Zenigata verfolgt, welcher für Interpol arbeitet. Zenigata ist besessen davon, Lupin festzunehmen, allerdings gelang ihm dies bislang nur ein einziges Mal und Lupin konnte sich wieder befreien.

## Charaktere
Arsène Lupin III (ルパン三世, Rupan sansei)
Er ist der Enkel des berühmten Meisterdiebs Arsène Lupin. Genau wie sein Großvater ist er ein gewitzter, durchtriebener und geschickter Meisterdieb. Seine Beuteziele sucht er sich meistens selbst aus, wobei er auch gerne andere Bösewichte beklaut. Und stets warnt er sein Ziel im Voraus. Sein Auftreten als Dieb wirkt zwar teilweise recht unprofessionell, dies ist jedoch nur Tarnung. Neben seiner hohen Intelligenz und Geschicklichkeit hat er immer kleine technische Spielereien als Hilfsmittel und für Notfälle dabei. Seine größte Schwachstelle ist seine Liebesbeziehung zu Fujiko, die ihn immer wieder in Schwierigkeiten bringt.
Daisuke Jigen (次元大介, Jigen Daisuke)
Daisuke ist der ständige Begleiter von Lupin und ein Meisterschütze. Mit seinem Combat Magnum Revolver trifft er dabei immer ins Schwarze, so wie mit jeder anderen Schusswaffe bis hin zur Panzerfaust. Seine Augen sind meist von seinem Markenzeichen, einem schwarzen Hut, verdeckt, was ihn noch geheimnisvoller macht.
Fujiko Mine (峰不二子, Mine Fujiko)
Sie ist Lupins große Leidenschaft. Auch wenn man es ihr nicht auf den ersten Blick ansieht, ist sie eine extrem schlaue und ausgekochte Person, die es versteht, ihren weiblichen Charme zu ihrem eigenen Vorteil einzusetzen. Auf Lupins Diebestouren ist sie meistens in irgendeiner Form dabei, wobei sie im Gegensatz zu Jigen Lupin gegenüber nicht loyal ist. Regelmäßig verbündet sie sich mit Lupins Gegenspieler oder dem Polizisten Zenigata, wenn es ihrem Erfolg förderlich ist. Jedoch kann Lupin sie meistens überlisten. Nur leider entkommt sie ihm dann zum Schluss mit einem Teil oder sogar der ganzen Beute.
Goemon Ishikawa XIII (石川五ェ門, Ishikawa Goemon)
Er ist ein Samurai der dreizehnten Generation und im Besitz des Allmächtigen Schwertes (斬鉄剣, Zantetsu-ken), was wörtlich übersetzt „das Eisen schneidende Schwert“ bedeutet. Außerdem ist er Nachfahre des legendären Samurai-Diebes Ishikawa Goemon aus dem 16. Jahrhundert. Dieses Schwert ist in der Lage, alles mühelos zu durchtrennen, außer Konnyaku, eine sehr weiche japanische Speise. Goemon ist nicht regelmäßig bei Lupins Abenteuern dabei, und manchmal verfolgt er auch seine eigenen Ziele.
Koichi Zenigata (銭形幸一, Zenigata Kōichi)
Zenigata ist Polizist bei Interpol (銭形警部, Zenigata-keibu; in Synchronisationen von 2019 bis 2021 Kommissar Zenigata genannt, davor und danach Inspektor Zenigata). Sein erklärtes Ziel ist es, Lupin und seine Bande um jeden Preis zu verhaften, wobei er hierzu teilweise recht abstruse Hilfsmittel einsetzt. Jedoch gelingt es ihm eigentlich nie, Lupin dingfest zu machen, obwohl er mit dessen Genialität oft mithalten kann und es ihm ab und an gelingt, ihn temporär festzunehmen. Auf den ersten Blick mögen Zaza bzw. Väterchen (とっつぁん, tottsuan), wie Lupin ihn öfters liebevoll nennt, und Lupin erbitterte Feinde sein, doch verbindet sie auch eine Art Freundschaft. Wenn Lupin in einer Mission augenscheinlich getötet wird, ist Zenigata erst wieder glücklich, wenn er seinen geliebten Feind wieder verhaften kann. Sein Name ist eine Anspielung auf den Gangsterjäger Heiji Zenigata (銭形 平次, Zenigata Heiji) aus den Erzählungen von Nomura Kodō.

## Manga
Die originale Mangaserie wurde von August 1967 bis April 1972 im japanischen Mangamagazin Manga Action beim Verlag Futabasha veröffentlicht. Zunächst war sie nur für fünf Monate angelegt, wurde wegen des Erfolges jedoch verlängert. Auch sein zunächst nur für dieses Projekt angenommenes Pseudonym legte Monkey Punch danach nicht mehr ab. Sie erschien später gesammelt in 14 Bänden. Die Mangaserie wurde ins Italienische, Spanische und Englische übersetzt. Eine Auswahl der Geschichten erschien in Japan ab 2019 als Lupin III: Greatest Heists – The Classic Manga Collection. Diese wurde im Dezember 2022 und Dezember 2023 von Carlsen Manga auf Deutsch als Lupin III – Anthology publiziert.
Ab Juni 1977 erschien in Japan im gleichen Magazin die Fortsetzung Shin Rupan Sansei (新ルパン三世), die weitere Abenteuer von Lupin erzählte und bis Mai 1981 lief. Die Sammelausgabe umfasste schließlich 21 Bände. Eine englische Fassung erschien bei Tokyopop unter dem Titel Lupin III: World's Most Wanted. Ab Januar erschien in Japan der Ableger Rupan Sansei S, geschrieben von Satozumi Takaguchi und gezeichnet von Shusay. Er kam ebenfalls im Manga Action bei Futabasha heraus und erschien später in einem Sammelband. 1998 startete im gleichen Magazin die Serie Rupan Sansei Y, geschrieben von Monkey Punch und gezeichnet von Manatsuki Yamakami. Sie lief bis 2004 und umfasst 20 Sammelbände.
Das Vorbild für seine Figur wählte der Autor, da er die Geschichten von Leblanc schon lange kannte und schätzte und daher ein eigenes Konzept daraus entwickeln wollte. In seinem stark vereinfachten Zeichenstil wurde Monkey Punch inspiriert von Sergio Aragones und dessen Cartoons im Mad Magazine. Zu Anfang war der Stil jedoch noch rauer, skizzenhafter und erst in der zweiten Mangaserie dann geschliffener. In der Umsetzung war dem Künstler Detailgenauigkeit wichtig: Lupins Waffe, eine Walther P38, wird realistisch gezeigt und auch andere Waffen, die Fahrzeuge und anderes sind erkennbar echte Modelle – ebenso wie Lupins Drinks.

## Anime

### Synchronsprecher
| Rolle                | Japanischer Sprecher (Seiyū)                                                      | Deutscher Sprecher                                                          |
| -------------------- | --------------------------------------------------------------------------------- | --------------------------------------------------------------------------- |
| Arsène Lupin III     | Yasuo Yamada (1971–1994) Kanichi Kurita (seit 1995)                               | Tommi Piper (1984) Peter Flechtner (seit 2001)                              |
| Daisuke Jigen        | Kiyoshi Kobayashi (1971–2021) Akio Ōtsuka (seit 2021)                             | Horst Sachtleben (1984) Tilo Schmitz (seit 2001)                            |
| Fujiko Mine          | Yukiko Nikaido (1971–1972) Eiko Masuyama (1977–2010) Miyuki Sawashiro (seit 2011) | Ingeborg Solbrig (1984) Ghadah Al-Akel (2001–2006) Sarah Riedel (seit 2019) |
| Goemon Ishikawa XIII | Chikao Ōtsuka (1971–1972) Makio Inoue (1977–2011) Daisuke Namikawa (seit 2011)    | Peter Reinhardt (seit 2001)                                                 |
| Koichi Zenigata      | Gorō Naya (1971–2010) Kōichi Yamadera (seit 2011)                                 | Donald Arthur (1984) Stefan Staudinger (seit 2001)                          |

### Fernsehserien
Die Rechte an einer Verfilmung sicherte sich bereits 1967 das Studio Tokyo Movie und begann mit der Produktion eines Kurzfilms. Der wurde jedoch wegen Auseinandersetzungen im Produktionsteam nicht veröffentlicht. Die erste umgesetzte Verfilmung des Mangas entstand dann 1971, zunächst unter der Regie von Masaki Osumi. Nach schlechten Quoten für die ersten drei Folgen wurde er durch Hayao Miyazaki und Isao Takahata ersetzt, die den Anime humorvoller umsetzten. Lupin wurde heldenhafter und tollpatschiger gezeigt, Fujiko wurde weniger hinterhältig und aus Zenigata wurde statt eines hasserfüllten Feindes ein freundschaftlicher Rivale. Wegen des weiterhin ausbleibenden Erfolgs wurde die erste Staffel nach 23 Folgen eingestellt. Die Drehbücher der Folgen schrieb Sōji Yoshikawa und Yasuo Otsuka war für das Charakterdesign und Animationsregie verantwortlich. Das produzierende Studio war Tokyo Movie. Die Serie lief von 24. Oktober 1971 bis 26. März 1972 bei Nippon Television Network.
Da die Wiederholungen der ersten Staffel zunehmend bessere Quoten erzielten, wurde 1977 eine zweite Staffel produziert, die unter dem Titel Shin Lupin III anlief. Der verantwortliche Regisseur war nun Seijun Suzuki und Hauptautor Atsushi Yamatoya. Auch in der zweiten Staffel arbeitete Hayao Miyazaki noch an zwei Folgen mit: für die Episoden 145 und 155 schrieb er unter seinem Pseudonym Tsutomu Teruki das Drehbuch. Das Charakterdesign lag bei Takeo Kitahara. Die Ausstrahlung der Serie erfolgte vom 3. Oktober 1977 bis zum 6. Oktober 1980 bei Nippon Television.
Eine dritte Staffel entstand unter der Regie von Yuzo Aoki und Autor Junichi Iioka. Das Charakterdesign entwarfen Hidetoshi Owashi, Shingo Araki, Tatsuo Yanagino und Yuzo Aoki; die künstlerische Leitung lag bei Tsutomu Ishigaki. Die Erstausstrahlung erfolgte vom 3. März 1984 bis zum 28. September 1985 bei Nippon Television.
Die meisten Geschichten der Animefolgen basierten auf dem Manga. Innerhalb der 2. Staffel wurde jede Woche eine neue Folge im japanischen Fernsehen gesendet. Auch war sie eine der ersten Serien, die zumindest teilweise in Stereo ausgestrahlt wurden.
2012 produzierte TMS Entertainment die Fernsehserie Lupin III.: The Woman Called Fujiko Mine (LUPIN the Third – 峰不二子という女 Mine Fujiko to Iu Onna) die vom 5. April bis 28. Juni 2012 nach Mitternacht (und damit am vorigen Fernsehtag) auf NTV (Nippon TV) erstausgestrahlt wurde. Regie führte Sayo Yamamoto. Zur Serie erschienen drei Spin-off-Filme (OVAs) mit jeweils Jigen, Goemon und Fujiko im Hauptfokus. 2015 folgte eine weitere Fernsehserie unter dem Titel Lupin III.: Part 4, die bei Telecom Animation Film entstand und hauptsächlich in Italien spielt. 2018 erschien mit Lupin III.: Part 5 (ルパン三世 PART5) eine weitere Serie die diesmal hauptsächlich in Frankreich spielt.
Jede der erschienenen Animestaffeln kann leicht anhand der Farbe von Lupins Jackett identifiziert werden, denn in jeder Staffel hatte sein Jackett eine andere Farbe, welche auch in den Filmproduktionen beibehalten wurde. Daher kann aufgrund der Jackettfarbe die Handlungszeit jedes Films mit ein paar Ausnahmen innerhalb Lupins Karriere eingeordnet werden:
- 1971–1972: Lupin III.: Part 1 – 1. Staffel, 23 Folgen: grünes Jackett, gelbe Krawatte
- 1977–1980: Lupin III.: Part 2 – 2. Staffel, 155 Folgen: rotes Jackett, rosafarbene Krawatte
- 1984–1985: Lupin III.: Part 3 – 3. Staffel, 50 Folgen: pinkes Jackett, orange Krawatte
- 2012: Lupin III.: The Woman Called Fujiko Mine – Vorgänger zur 1. Staffel, 13 Folgen + 3 OVA: grünes Jackett,
- 2015–2016: Lupin III.: Part 4 – 4. Staffel, 26 Folgen: blaues Jackett, rote Krawatte
- 2018: Lupin III.: Part 5 – 5. Staffel, 24 Folgen + 1 OVA: blaues Jackett, pinke Krawatte
- 2021–2022: Lupin III.: Part 6 – 6. Staffel, 25 Folgen: grünes Jackett, gelbe Krawatte

### Musik
Takeo Yamashita komponierte den Soundtrack der ersten Staffel. Die Vorspannlieder sind: Lupin Sansei Sono 1 von Charlie Kosei, Afro Lupin '68 von Charlie Kosei mit Yasuo Yamada, Lupin Sansei Sono 3 von Yoshiro Hiroishi mit Goro Naya sowie Lupin Sansei Sono 3 von Yoshiro Hiroishi. Der Abspann wurde unterlegt mit Lupin Sansei Sono 2 von Charlie Kosei.
Die Musik und die Vor- und Abspannlieder der zweiten Staffel komponierte Yūji Ōno, ein damals in Japan sehr erfolgreicher Jazz-Musiker. Noch während der Produktion der Serie arbeitete er eng mit dem Team zusammen, um einzelnen Folgen jeweils passende Soundtracks zu geben. Für den Vorspann wurde das Thema Lupin III in Variationen mit und ohne Gesang von Peatmac Junior verwendet. Abspannlied war zunächst das Love Theme ohne Gesang, dann gesungen von Ichiro Mizuki. In der zweiten Hälfte wurden die Lieder Love Squall von Sandi A. Hohn und Love is Everything von Noboru Kimura verwendet.
In der dritten Staffel, bei der ebenfalls Yūji Ōno für den Soundtrack verpflichtet wurde, wurde das Lied Sexy Adventure von Yūsuke Nakamura für den Vorspann verwendet. Das Abspannlied ist Fairy night (フェアリーナイト) von Sonia Rosa.

### Kinofilme
| Nr. | Deutscher Titel                                         | Japanischer Titel                                                                                | Kinostart (Japan)                                         | Deutschsprachige Erstveröffentlichung (D) |
| --- | ------------------------------------------------------- | ------------------------------------------------------------------------------------------------ | --------------------------------------------------------- | --- |
| 01  | –                                                       | ルパン三世 ルパンVS複製人間 (Rupan Sansei: Rupan vs Fukusei Ningen)                              | 16. Dezember 1978                                         | – |
| 02  | Das Schloss des Cagliostro (heutige Fassung; seit 2006) | ルパン三世 カリオストロの城 (Rupan Sansei: Kariosutoro no Shiro)                                 | 15. Dezember 1979                                         | 7. September 1984 (Kino, gekürzte Erstsynchro) 3. April 2006 (DVD, ungekürzte Zweitsynchro) 24. Juli 2011 (Blu-ray, ungekürzte Zweitsynchro) |
| 03  | –                                                       | ルパン三世 バビロンの黄金伝説 (Rupan Sansei: Babiron no Ōgon Densetsu)                           | 13. Juli 1985                                             | – |
| 04  | –                                                       | ルパン三世 風魔一族の陰謀 (Rupan Sansei: Fūma Ichizoku no Inbō)                                  | 26. Dezember 1987 (als OVA produziert, lief aber im Kino) | – |
| 05  | Lupin III: Farewell to Nostradamus                      | ルパン三世 くたばれ!ノストラダムス (Rupan Sansei: Kutabare! Nosutoradamusu)                      | 22. April 1995                                            | 27. Oktober 2006 (DVD) |
| 06  | –                                                       | ルパン三世 DEAD OR ALIVE (デッド・オア・アライブ) (Rupan Sansei: Deddo oa Araibu)                | 20. April 1996                                            | – |
| 07  | Lupin III. vs. Detektiv Conan: The Movie                | ルパン三世VS名探偵コナン The Movie (Rupan Sansei VS Meitantei Konan The Movie)                   | 7. Dezember 2013                                          | 27. August 2019 (Kino) 7. November 2019 (DVD & Blu-ray)                                                                                      |
| 08  | Lupin III.: Daisuke Jigens Grabstein                    | LUPIN THE IIIRD (ルパン ザ サード) 次元大介の墓標 (Rupan za Sādo Jigen Daisuke no Bohyō)         | 21. Juni 2014 (als OVA produziert, lief aber im Kino)     | 31. August 2021 (Kino) 16. September 2021 (DVD & Blu-ray)                                                                                    |
| 09  | Lupin III.: Goemon Ishikawa, der es Blut regnen lässt   | LUPIN THE IIIRD (ルパン ザ サード) 血煙の石川五ェ門 (Rupan za Sādo Chikemuri no Ishikawa Goemon) | 4. Februar 2017 (als OVA produziert, lief aber im Kino)   | 31. August 2021 (Kino) 21. Oktober 2021 (DVD & Blu-ray)                                                                                      |
| 10  | Lupin III.: Fujiko Mines Lüge                           | LUPIN THE IIIRD (ルパン ザ サード) 峰不二子の嘘 (Rupan za Sādo Mine Fujiko no Uso)               | 31. Mai 2019 (als OVA produziert, lief aber im Kino)      | 31. August 2021 (Kino) 18. November 2021 (DVD & Blu-ray)                                                                                     |
| 11  | Lupin III.: The First                                   | ルパン三世 THE FIRST (ザ・ファースト) (Rupan Sansei Za Fāsuto)                                   | 6. Dezember 2019                                          | 26. Oktober 2021 (Kino) 2. Dezember 2021 (DVD & Blu-ray)                                                                                     |

### Fernsehfilme
Am 1. April 1989 lief das erste TV-Special Bye-Bye Liberty Crisis auf NTV. Seitdem wird dort jedes Jahr ein Special von jeweils ca. 90 Minuten Länge ausgestrahlt. Jedes TV-Special hat normalerweise immer 2 Titel: den Original-Titel in Japanisch und einen von NTV für den weltweiten Vertrieb benutzten englischen Titel. Angegeben wurde jeweils der englische Titel.
Falls bekannt wird auch noch der deutsche Titel mit angegeben. Von den Specials sind im deutschen Sprachraum nur Nr. 5 bis 8 erschienen.
Anlässlich des 55-jährigen Bestehens von NTV und des 50-jährigen von Yomiuri TV wurde am 27. März 2009 das Crossover-Special Lupin III. vs. Detektiv Conan: The Special (ルパン三世VS名探偵コナン, Rupan san-sei VS meitantei Konan, engl. Untertitel: Lupin the 3rd VS Detective Conan) ausgestrahlt.
| Nr. | Deutscher Titel                            | Japanischer Titel | Erstausstrahlung Japan | Deutschsprachige Erstausstrahlung/ Erstveröffentlichung (D)      |
| --- | ------------------------------------------ | --- | ---------------------- | ---------------------------------------------------------------- |
| 01  | –                                          | ルパン三世 バイバイ・リバティー・危機一発 (Rupan Sansei Bai Bai Ribatii – Kiki Ippatsu!)                                                               | 1. April 1989          | –                                                                |
| 02  | –                                          | ルパン三世 ヘミングウェイ・ペーパーの謎 (Rupan Sansei Heminguwei Pēpā no Nazo)                                                                         | 27. Juli 1990          | –                                                                |
| 03  | –                                          | ルパン三世 ナポレオンの辞書を奪え (Rupan Sansei Napoleon no Jisho wo Ubae)                                                                             | 9. August 1991         | –                                                                |
| 04  | –                                          | ルパン三世 ロシアより愛をこめて (Rupan Sansei Roshia yori Ai wo Komete)                                                                                | 24. Juli 1992          | –                                                                |
| 05  | Lupin III.: Der Höllentrip                 | ルパン三世 ルパン暗殺指令 (Rupan Sansei Rupan Ansatsu Shirei)                                                                                          | 23. Juli 1993          | 4. Mai 2002 (MTV) 18. Februar 2021 (DVD & Blu-ray)               |
| 06  | Lupin III.: Der Goldene Drache             | ルパン三世 燃えよ斬鉄剣 (Rupan Sansei Moeyo Zantetsuken)                                                                                               | 29. Juli 1994          | 20. Oktober 2001 (MTV) 18. Februar 2021 (DVD & Blu-ray)          |
| 07  | Lupin III.: Der Schatz des Harimao         | ルパン三世 ハリマオの財宝を追え！！ (Rupan Sansei Harimao no Zaiho wo oe!!)                                                                            | 4. August 1995         | 27. Oktober 2001 (MTV) 18. Februar 2021 (DVD & Blu-ray)          |
| 08  | Lupin III.: Der Diamant der Dämmerung      | ルパン三世 トワイライト☆ジェミニの秘密 (Rupan Sansei Towairaito ☆ Jemini no Himitsu)                                                                   | 2. August 1996         | 3. November 2001 (MTV) 18. Februar 2021 (DVD & Blu-ray)          |
| 09  | –                                          | ルパン三世 ワルサーＰ３８ (Rupan Sansei Warusā P38) | 1. August 1997         | –                                                                |
| 10  | –                                          | ルパン三世 炎の記憶 ～TOKYO CRISIS～ (Rupan Sansei Honou no Kioku ~Tokyo Crisis~)                                                                      | 24. Juli 1998          | –                                                                |
| 11  | –                                          | ルパン三世 愛のダ・カーポ ～Fujiko's Unlucky Days～ (Rupan Sansei Ai no da kāpo ～Fujiko's Unlucky Days～)                                             | 30. Juli 1999          | –                                                                |
| 12  | –                                          | ルパン三世 1＄マネーウォーズ (Rupan Sansei 1$ Manē Wōzu)                                                                                               | 28. Juli 2000          | –                                                                |
| 13  | –                                          | ルパン三世 アルカトラズ・コネクション (Rupan Sansei Arukatorazu Konekushon)                                                                            | 3. August 2001         | –                                                                |
| 14  | –                                          | ルパン三世 ＥＰＩＳＯＤＥ：０（ゼロ） 『ファーストコンタクト』 (Rupan Sansei Episode: 0 (zero) „Fāsuto Kontakuto“)                                     | 26. Juli 2002          | –                                                                |
| 15  | –                                          | ルパン三世 お宝返却大作戦！！ (Rupan Sansei Otakara Henkyaku Dai-sakusen!!)                                                                            | 1. August 2003         | –                                                                |
| 16  | –                                          | ルパン三世 盗まれたルパン ～コピーキャットは真夏の蝶～ (Rupan Sansei Nusumareta Rupan ～kopīkyatto wa manatsu no chō～)                                | 30. Juli 2004          | –                                                                |
| 17  | –                                          | ルパン三世 天使の策略（タクティクス）～夢のカケラは殺しの香り～ (Rupan Sansei Tenshi no Sakuryaku (Takutikusu) ～Yume no Kakera wa Koroshi no Kaori～) | 22. Juli 2005          | –                                                                |
| 18  | –                                          | ルパン三世 セブンデイズ・ラプソディ (Rupan Sansei Sebundeizu Rapusodi)                                                                                 | 8. September 2006      | –                                                                |
| 19  | –                                          | ルパン三世 霧のエリューシヴ (Rupan Sansei Kiri no Erūshivu)                                                                                            | 27. Juli 2007          | –                                                                |
| 20  | –                                          | ルパン三世 sweet lost night ～魔法のランプは悪夢の予感～ (Rupan Sansei Sweet Lost Night ~Mahō no Ranpu wa Akumu no Yokan~)                             | 25. Juli 2008          | –                                                                |
| –   | Lupin III. vs. Detektiv Conan: The Special | ルパン三世 vs 名探偵コナン (Rupan Sansei vs Meitantei Conan)                                                                                           | 27. März 2009          | 7. November 2019 (DVD & Blu-ray) 15. April 2022 (ProSieben MAXX) |
| 21  | –                                          | ルパン三世 the Last Job (Rupan Sansei the Last Job) | 12. Februar 2010       | –                                                                |
| 22  | –                                          | ルパン三世 血の刻印 〜永遠のMermaid〜 (Rupan Sansei Chi no Kokuin ～Eien no Māmeido～)                                                                 | 2. Dezember 2011       | –                                                                |
| 23  | –                                          | ルパン三世 東方見聞録 〜アナザーページ〜 (upan Sansei Tōhō kenbunroku ～Anazā Pēji～)                                                                  | 2. November 2012       | –                                                                |
| 24  | –                                          | ルパン三世 Princess of the Breeze 〜隠された空中都市〜 (Rupan Sansei Purinsesu obu za Burizu 〜Kakusareta Kūchū Toshi〜)                               | 24. November 2013      | –                                                                |
| 25  | –                                          | ルパン三世 イタリアン・ゲーム (Rupan Sansei Itarian Geimu)                                                                                             | 8. Januar 2016         | –                                                                |
| 26  | –                                          | ルパン三世 グッバイ・パートナー (Rupan Sansei Gubbai Pātonā)                                                                                           | 15. Januar 2019        | –                                                                |
| 27  | –                                          | ルパン三世 プリズン・オブ・ザ・パスト (Rupan Sansei Purizun obu za Pasuto)                                                                             | 29. November 2019      | –                                                                |

### Original Video Animation
Zu Lupin III erschienen in Japan auch drei Original Video Animations:
- Secret Files (1989)
- Return of Pycal (2002)
- Green vs Red (2008)

Die OVA Secret Files enthält unter anderem zwei Versionen des ursprünglich bereits 1969 fertiggestellten Pilotfilm von Lupin III. Außerdem enthält die OVA Trailer zu den Filmen Mystery of Mamo, Das Schloss des Cagliostro und Legend of the Gold of Babylon.

### Original Net Animation
Zu Lupin III erschienen in Japan auch zwei Original Net Animations (Web-Anime):
- Am 22. September 2022 wurde angekündigt das TMS Entertainment ein Crossover mit der Serie Ein Supertrio produziert und dieses den Titel Lupin III. vs. Ein Supertrio – Cat’s Eye trägt.[11] Das CGI ONA-Special entsteht unter der Regie von Kōbun Shizuno und Hiroyuki Seshita und wird 2023 weltweit exklusiv bei Amazon Prime Video erscheinen.[12]
- Vom 16. Dezember 2022 bis zum 13. Januar 2023 premierte die 6-teilige ONA-Serie Lupin Zero auf dem japanischen Streaming-Dienst DMM TV, welche als Vorgeschichte der Reihe fungiert und vom ersten Zusammentreffen von Lupin III. und Daisuke Jigen in den 1960er Jahren erzählt. Die Serie wurde von Telecom Animation Film unter der Regie von Daisuke Sakō produziert.[13]

### Internationale Veröffentlichungen
Im Mai 1983 kam Lupin erstmals in die USA, jedoch nicht als Fernsehserie, sondern als Arcade-Spiel von Capcom, das Bilder aus den beiden ersten Kinofilmen verwendete. Bis in die 1990er mussten internationale Veröffentlichungen der Serie oft Namen wie Rupan oder Wolf verwenden, da die Eigentümer des Urheberrechts an Maurice Leblancs Werken die Verwendung des Namens Lupin nicht erlaubten. Diese hatten nach Kenntnis der Serie einen Rechtsstreit begonnen, an dessen Ende international die Verwendung des Namens Lupin nicht erlaubt war. Da sie in Japan jedoch schon über 10 Jahre lief, ohne dass die Rechteinhaber dagegen vorgegangen sind, konnte Monkey Punchs Werk hier seinen Namen behalten. 2016 sind die Rechte von Leblanc abgelaufen. Ab 1985 kam Lupin in Frankreich heraus, bereits 1979 lief die erste Staffel im italienischen Fernsehen bei GBR. Die zweite Staffel folgte 1981 und die dritte 1987. Ab den 1990ern wurde diese auch in Spanien und Lateinamerika gezeigt. Insbesondere die englische Fassung wurde später von mehreren Sendern wiederholt und schließlich auch von Streaming-Diensten veröffentlicht.
1987 wurde der Film Das Schloss des Cagliostro stark geschnitten auf Deutsch als Hardyman räumt auf auf VHS veröffentlicht sowie im Fernsehen als Hardyman schafft alle gezeigt. Alle Szenen mit Goemon, 26 Minuten, wurden entfernt, Lupin zum Superhelden umgeschrieben und als Regisseurin firmierte nun eine gewisse „Mia Zaki“. Ab 2001 wurden auf MTV die vier TV-Specials Voyage to Danger (Der Höllentrip), Dragon of Doom (Der Goldene Drache), The Pursuit of Harimao's Treasure (Der Schatz des Harimao) und The Secret of Twilight Gemini (Der Diamant der Dämmerung) gezeigt, allerdings jedes auf vier Episoden zugeschnitten. Das Schloss des Cagliostro ist in ungeschnittener Fassung und mit neuer Synchronisation im Februar 2006 bei Anime-Virtual erschienen. Weiterhin erschienen ab Juni 2006 auch noch die vier TV-Specials, die MTV ausstrahlte, unter ihren englischen Titeln auf DVD. Diese werden seit Ende 2006 in unregelmäßigen Abständen auf VOX gesendet. Im August 2006 erschien dann noch der Film Farewell to Nostradamus auf DVD.

## Realverfilmungen
Als erster Kinofilm zu Lupin III kam noch vor den Animefilmen 1974 Nenriki Chin Sakusen heraus. Ein weiterer Realfilm ist der 2014 herausgekommene Lupin The Third – Der Meisterdieb. 2007 entstand außerdem eine 95-teilige philippinische Fernsehserie, die auf dem Manga basiert.

## Musical
2014 kam ein Takarazuka-Musical zum Manga auf eine Tokioter Bühne. Der Titel war Lupin III – Ōhi no Kubi Kazari o Oe.

## Rezeption und Analyse
Laut Frederik L. Schodt war der Manga besonders beliebt bei Mittel- und Oberschülern, wegen seiner cleveren Wendungen und des „jazzartigen, modischen Zeichenstils, kombiniert mit humorvoller Erotik“. Auch Jason Thompson betont die vielen cleveren Wendungen in der Handlung – und dass sich der Manga mit seinem extrem episodenhaften Charakter stark von den meisten anderen Mangas abhebe. Inspiriert von Mad-Magazine und Mort Drucker und in ihren Geschichten ähnlich wie die Comedy von Spy vs. Spy oder The Spirit sei Lupin III das Paradebeispiel von Comics als pure Comedy für Erwachsene. Sie zeigen eine klischeehafte Agenten- und Gangsterwelt der 1960er, in der Pistolen töten aber Bomben nur eine überraschte schwarze Gestalt zurücklassen, mit Männern als schlacksigen Schlägertypen und Frauen als Sexpüppchen. Die ab 1977 erschienene setze da noch einen drauf, mit einem gereifteren, beschwungeneren Zeichenstil. Auch Tatsuya Seto verweist bei seiner Empfehlung in 1001 Comics, die Sie lesen sollten, bevor das Leben vorbei ist auf die deutlichen amerikanischen Einflüsse in Lupin III. Diese hätten auch andere Künstler beeinflusst und „eine allgemeine Modernisierung der Manga-Ästhetik“ bewirkt. Der britische Kritiker Paul Gravett schreibt über den Manga: „Was den Bond-gleichen Sexismus wieder ausgleicht, ist der unglaubliche Sinn fürs Komische […], die genialen Wendungen der Geschichte und die Anwesenheit der verschlagenen femme fatale Fujiko“.„Treffende, aber oft skizzenhaft anmutende Federzeichnungen, slapstickartige Gags, sexy Girls und jede Menge Action“ charakterisieren den Manga, so die deutsche Zeitschrift Mangaszene. Die Serie sei „eine köstliche Parodie auf James Bond und Konsorten“, jedoch nicht so romantisiert wie die Version von Hayao Miyazaki und daher „nicht für jedermann“.
Der Anime war in Japan zunächst ein Flop. Der Kulturwissenschaftler Joachim Friedmann führt das darauf zurück, dass die Serie mit ihrem Realismus, fast wie in der Ligne claire, etwas bis dahin nicht Dagewesenes war, sowie auf die erwachsenen Themen und die Hauptfigur. Der Anime richtete sich als einer der ersten ganz bewusst an Erwachsene. Erst als mit der Zeit das richtige Publikum von der Serie wusste, wurde die zweite Staffel dann ein großer Erfolg, während die erste Staffel 1977 – mehrere Jahre nach ihrer wenig erfolgreichen Erstausstrahlung – vom Publikum zur viertbeliebtesten Serie des Landes gewählt wurde. Im Jahr 2006 wurde die Serie von TV Asahi auf Platz 39 der beliebtesten Anime Japans gewählt. Die Charaktere und Geschichten der zweiten Staffel seien jedoch einfacher gehalten als die der ersten Staffel, um auch ein jüngeres Publikum anzusprechen. Auch bei den folgenden Kinoverfilmungen waren oft die kinderkompatiblen Fassungen von Lupin die kommerziell erfolgreicheren, dafür machten die ernsthafteren, die die dunkle Seite des Charakters zeigen, Lupin zu einer komplexeren Figur, die auch von der Filmkritik beachtet wurde. Laut Monkey Punch selbst gibt nur die erste Staffel den wahren Geist ihrer Vorlage wieder. Der Anime Guide nennt die Serie eine endlose Crime-Comedy-Kasperei, deren Geschichten oft schamlos Filmen wie Pink Panther, Ocean's Eleven oder To Catch a Thief entliehen seien. Kritiker Fred Patten vergleicht ebenso mit To Catch a Thief, dem in Lupin III noch eine Prise James Bond beigegeben sei.
Friedmann ordnet die Figur Lupin der Mod-Kultur der 1960er Jahre zu: „Schlank, groß, mit einem French-Cut, immer gut gekleidet, immer ein Lächeln auf den Lippen und immer Herr der Lage.“ Er sei „kein Antiheld, aber definitiv einer von der anderen Seite“, der nicht belehren will, sondern dem es um Coolness und Spaß geht. Den Gegenpol zu ihm bildeten seine schwitzenden, stumpfen, verrückten oder wie Zenigata einfach uncoolen Widersacher. Trotz der vielen Lupin zu Füßen liegenden Frauen sei die Serie aber nicht frauenfeindlich, denn die Einzige, die Lupin das Wasser reichen kann, sei eben gerade eine Frau. Mit seinem Charakter, „zynisch, berechnend, hedonistisch, sexhungrig, unreif“, sei Lupin der eskapistische Wunschtraum des reglementierten Japaners, der aus dem rigiden Regelwerk seiner Gesellschaft ausbrechen könne – unjapanisch und eine typisch japanische Schöpfung zugleich.
In den 1990er Jahren wurde Lupin zur Inspiration für die Animeserie Cowboy Bebop, eine Science-Fiction-Serie mit Western-Elementen und Jazzmusik. Die Musik von Lupin war selbst sehr erfolgreich und wurde unabhängig von der Serie auch außerhalb Japans verbreitet.
Die Veröffentlichungen in Frankreich und Italien wurden schnell erfolgreich, und auch in den USA wurde der Anime beliebt. So erreichte er 2003 Platz 9 in einer Umfrage der Newtype USA zu den beliebtesten Animes. In Deutschland ist Lupin III wegen der nur spärlichen Veröffentlichungen deutlich weniger bekannt.